# Autobuses Jiménez
Autobuses Jiménez o a veces también llamado Jiménez Movilidad, cuyo nombre legal es actualmente Jiménez Movilidad Holdings S.L. es una empresa riojana fundada en Arnedo en 1883 que se dedica al transporte de pasajeros.
Actualmente se articula como una UTE (Unión Temporal de Empresas) de nueve sociedades entre las que se incluyen Logroza, Tezasa, Autobuses Jiménez Sur, Herjisa, Arribas, Arion Express, Autobuses Logroño, PLM Autocares, Paredes Bus S.A, aunque sus autobuses son de diseño similar y a todas ellas se les conoce popularmente como "Jiménez", reformando la firma de la marca que actualmente rotula sus activos como Jiménez Movilidad.
A lo largo de su historia también ha absorbido varias empresas, como Autobuses del Campo o Herederos de Juan Gurrea

## Historia

### Comienzos
Ya en 1880, la familia Jiménez estaba vinculada al transporte de viajeros en Arnedo (La Rioja), ya que ostentaban el servicio de parador donde se detenía la diligencia que llevaba a Logroño. En 1883 se registrará oficialmente Autobuses Jiménez por parte del matrimonio Melchor Jiménez y Elvira Sáenz en Arnedo.

### Ampliación de destinos
Desde la creación de la empresa hasta la década de 1970, Autobuses Jiménez se dedica especialmente a la conexión terrestre entre el pueblo de Arnedo y la ciudad de Logroño, capital de la entonces provincia de Logroño. Poco a poco se irán añadiendo destinos a las rutas con origen y vuelta a Arnedo así como a cubrir nuevas rutas, como las originadas en Calahorra, segunda población más grande de su provincia.
La búsqueda de expandir el negocio se intensifica con la tercera generación de administradores familiares de la empresa, de la que son parte los hermanos Teodoro y Juan Francisco Jiménez Arrecubieta, nietos del matrimonio fundador.
Tal es así que a comienzos de la década de 1970 la ruta desde Calahorra a Soria, capital de la provincia de Soria (otra provincia dentro de la entonces Castilla la Vieja), será cubierta por Autobuses Jiménez.

### Nuevas filiales
En 1978, con la inminente apertura de la autopista del Ebro que conectaría las ciudades de Bilbao y Zaragoza pasando por Logroño, Autobuses Jiménez se hizo con participaciones de Logroza S.A. para la explotación de la ruta Logroño-Zaragoza.
Autobuses Jiménez se hará con la empresa Arribas S.A. para la explotación de la ruta de Logroño a Miranda de Ebro.

### Concesiones y transporte urbano
En la década de 1990 se obtiene la concesión de las rutas de Aguilar del Río Alhama hasta Arnedo y Logroño. También se unificarán las rutas que conectaban Logroño con Burgos y Zaragoza, haciendo una única ruta Burgos-Logroño-Zaragoza. Poco después, Autobuses Jiménez conseguirá la concesión del transporte urbano de Logroño, explotándolo a través de Autobuses Logroño. En 2023 consigue la explotación en Cantabria, para la líneas entre Santander - Santoña y Santander - Potes.
En 2008 se alía con la empresa navarra La Estellesa a través de Logroza para formar PLM Autocares, una compañía ex proffeso para la concesión de la ruta Pamplona-Madrid, pasando por Logroño y Burgos.

### Grupo empresarial
En los últimos años Autobuses Jiménez busca unificar sus marcas y empezar a crear una marca reconocible de la compañía que la distinga entre otros nombres utilizados como Autobuses Jiménez, Jiménez Autocares, Movilidad Jiménez o Autobuses Jiménez-Movilidad Jiménez.

### Cronología de hitos
Algunos de los acontecimientos más importantes de la empresa son:
- 1921: Autobuses Jiménez comienza a operar la línea regular Arnedo-Logroño.
- 1949: Se expanden los servicios a Calahorra.
- 1971: Se prolonga la línea de Calahorra hasta Soria.
- 1978: Se comienza a explotar la línea Logroño-Zaragoza, mediante la filial LOGROZA S.A., al abrirse la autopista AP-68 entre ambas ciudades.
- 1981: Se crea la filial ARRIBAS S.A. para explotar la línea Logroño-Miranda de Ebro.
- 1986: Se crea la línea Logroño-Burgos, explotada por LOGROZA S.A.
- 1989: Se empieza a prestar servicio en la línea Teruel-Zaragoza, mediante la empresa TEZASA S.A.
- 1993: Se obtiene la concesión de Aguilar del Río Alhama a Arnedo y Logroño y se unifica las líneas Logroño-Burgos y Logroño-Zaragoza en la actual Burgos-Logroño-Zaragoza.
- 1995: Se comienza a prestar el servicio de transporte urbano en Logroño, mediante la empresa Autobuses Logroño.
- 1998: Se obtiene la concesión Zaragoza-Murcia mediante la empresa ARION EXPRESS S.A.
- 2001: Se absorbe a Autobuses La Amistad de Gandia, Valencia.
- 2005: Se absorbe a la empresa Autobuses del Campo, obteniendo así la concesión de la línea Logroño-Robres del Castillo.
- 2008: Se absorbe a la empresa Herederos de Juan Gurrea, obteniendo la concesión de la línea Logroño-Azagra.
- 2009: Se crea la empresa PLM Autocares junto a La Estellesa, para explotar el servicio Pamplona-Madrid por Burgos (provincia)y Logroño (VAC-208).
- 2015 Se absorben las empresas JPA y Arasa , obteniendo así varias líneas rurales de La Rioja ,  urbanas de Tudela y escolares en La Rioja y Navarra.
- 2020: Se convierte en accionista mayoritario de la empresa navarra La Estellesa, comenzando la gestión de algunas rutas, reforzando servicios y comprando nuevos autobuses.

## Líneas en explotación

### Concesiones estatales (VAC)
Las concesiones que otorga el Ministerio de Transportes reciben la nomenclatura VAC indicando Viajeros Administración Central. Las concesiones estatales que actualmente opera Autobuses Jiménez prestan servicio a Madrid, Logroño, Pamplona, Burgos, Zaragoza, Soria, Calahorra y Murcia, entre otros.
| Líneas  | Recorrido                                                                                            | Filial                                  | Observaciones                  |
| VAC-133 | Zaragoza - Murcia, con hijuelas                                                                      | Autobuses Teruel Zaragoza S.A. (TEZASA) |                                |
| VAC-208 | Madrid - Pamplona, por Burgos y Logroño, con prolongación a Valcarlos y frontera francesa de Arnegui | Autobuses Pamplona - Madrid S.L.        | Creada el 21 de enero de 2009  |
| VAC-227 | Calahorra (La Rioja) - Soria                                                                         | Autobuses Jiménez S.L.                  | Sustitución de VAC-095 en 2016 |
| VAC-235 | Burgos - Zaragoza                                                                                    | Logroza S.L.                            | Sustitución de VAC-049 en 2016 |

### Concesiones en La Rioja (VLR)
Las concesiones que otorga el Gobierno de La Rioja reciben la nomenclatura VLR indicando Viajeros La Rioja. Autobuses Jiménez opera actualmente casi la totalidad de las concesiones disponibles, bien sea a través de su empresa principal o con alguna de sus filiales. El actual modelo de transporte interurbano de La Rioja fue inaugurado en diciembre de 2009, y cuenta con 14 concesiones de las cuales 12 de ellas pertenecen a Autobuses Jiménez.
| Líneas  | Recorrido                       | Filial                                  |
| VLR-101 | Logroño - Laguna de Cameros     | Logroza S.L.                            |
| VLR-102 | Logroño - Robres del Castillo   | Autobuses Jiménez S.L.                  |
| VLR-104 | Logroño - La Villa de Ocón      | Autobuses Jiménez S.L.                  |
| VLR-105 | Nájera - Haro                   | Arribas S.A.                            |
| VLR-106 | San Millán de Yécora - Haro     | Arribas S.A.                            |
| VLR-107 | Logroño - Rincón de Soto        | Autobuses Jiménez S.L.                  |
| VLR-108 | Logroño - Estollo               | Logroza S.L.                            |
| VLR-111 | Haro - Belorado                 | Logroza S.L.                            |
| VLR-112 | Cornago - Alfaro                | Automóviles del Río Alhama S.A. (ARASA) |
| VLR-113 | Logroño - Miranda de Ebro       | Empresa Arribas S.A.                    |
| VLR-114 | Aguilar del Río Alhama - Arnedo | Autobuses Jiménez S.L.                  |
| VLR-115 | Logroño - Montenegro de Cameros | Logroza S.L.                            |

### Concesiones en Navarra (NA)
| Líneas | Recorrido        |
| NA-025 | Logroño - Azagra |

### Concesiones en Teruel (T)
| Líneas | Recorrido                       |
| T-11   | Teruel - Zaragoza por Calamocha |

Además operan el servicio de autobuses urbanos en:
- Calahorra
- Haro
- Logroño, con la empresa Autobuses Urbanos de Logroño S.A. (AULOSA)
- Tarazona
- Tudela
- Arnedo, con la empresa Autobuses Jiménez S.A.

Hasta julio de 2015, operaba el servicio urbano de Teruel.
También en la actualidad han extendido sus concesiones en Asturias, Cantabria y Valencia.